# 영종국제도시
영종국제도시(永宗國際都市)는 대한민국 인천광역시 중구 영종동, 운서동, 용유동 일원에 위치한 신도시이다. 인천광역시의 세 인천경제자유구역(영종하늘도시, 송도국제도시, 청라국제도시) 중 하나로, 2018년 10월 인천경제자유구역 영종지구에서 현재의 명칭으로 변경되었다.
영종국제도시는 총 1,587만평 부지에 12조 2,192억원을 들여 2020년까지 개발했으며, 개발사업 시행자는 인천광역시, 인천국제공항공사, 한국토지주택공사, 인천도시공사이다. 영종하늘도시, 영종복합리조트, 미단시티, 용유무의 개발사업, 인천국제공항 건설사업, 영종 Aviation Cluster 등 열두 개의 사업지구로 구성되어 있다.
향후 항공산업, 첨단물류, 복합관광, 제조단지 등 개발이 계획되어 있다.